# Europees-mediterrane kampioenschappen boogschieten 1989 (indoor)
De Europees-mediterrane kampioenschappen indoorboogschieten 1989 waren door de European & Mediterranean Archery Union (EMAU) georganiseerde kampioenschappen voor boogschutters. De vierde editie van de Europese kampioenschappen vond plaats in het Griekse Athene van 1 tot en met 3 december 1989.

## Resultaten

### Individueel
|        | Heren                   | Dames                    |
| ------ | ----------------------- | ------------------------ |
| Goud   | Erwin Verstegen         | Natalia Valeeva          |
| Zilver | Jaroslav Gusak          | Jacqueline van Rozendaal |
| Brons  | Robin Vandemeulebroecke | Marina Moloce            |

### Team
|        | Heren                                               | Dames                                                      |
| ------ | --------------------------------------------------- | ---------------------------------------------------------- |
| Goud   | Jaroslav Gusak Vladimir Escheev Stanislav Zabrodsky | Natalia Valeeva Natalia Nasaridze Vladlena Kolesnikova     |
| Zilver | Manfred Barth Andreas Lippoldt Udo Boettcher        | Jacqueline van Rozendaal Sjan van Dijck Christel Verstegen |
| Brons  | Robin Vandemeulebroecke Paul Vermeiren Claude Royer | Doris Haas Claudia Kriz Heike Eichinger                    |